# Gérald Tremblay
Gérald Tremblay (født 20. september 1942 i Ottawa, Ontario, Canada) er en canadisk politiker, der (pr. september 2008) er borgmester i Montréal. Han overtog jobbet i 2002, hvor han efterfulgte Pierre Bourque på posten.